# Бездомные животные в России

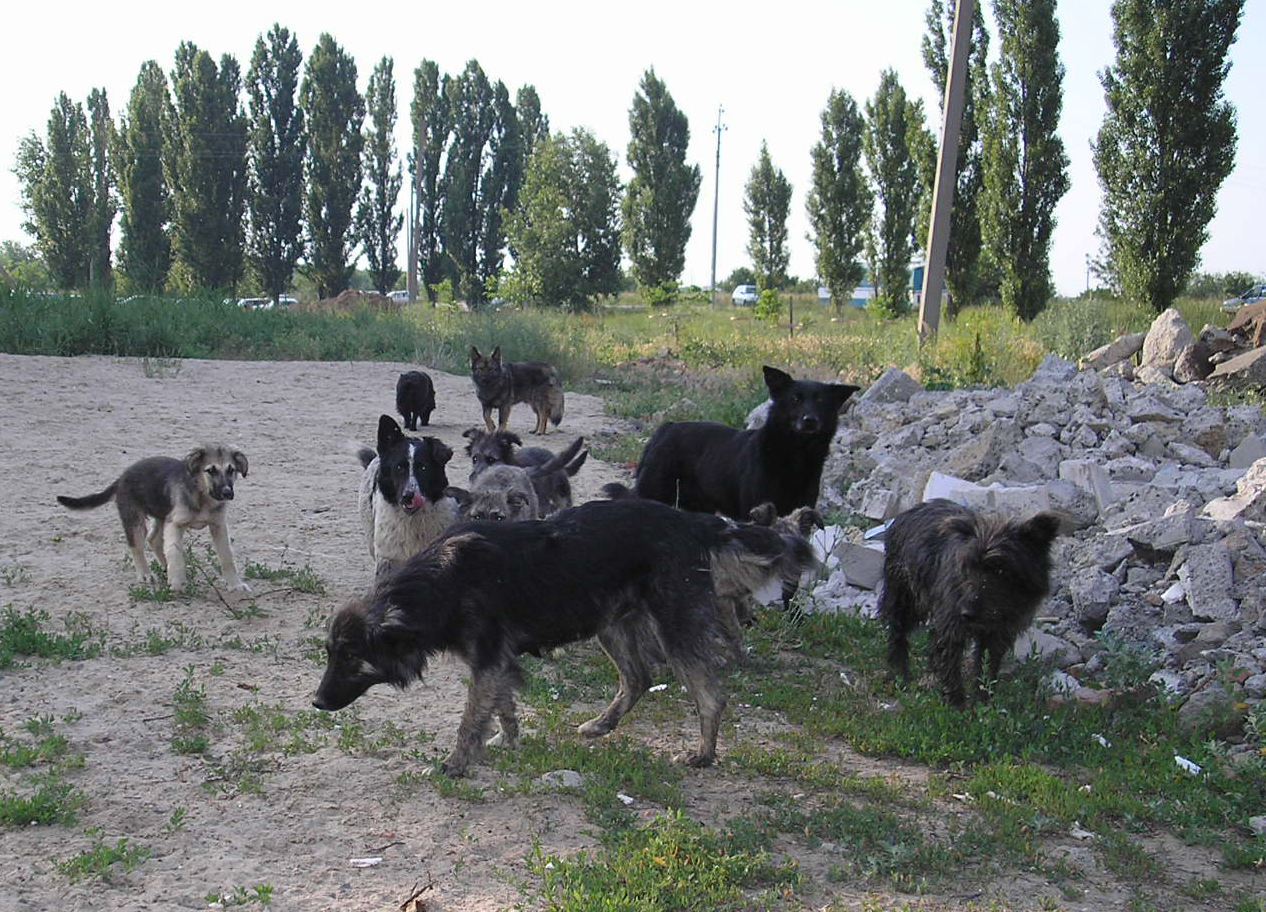
Бездомные собаки. Ростовская область

Бездомные животные в России — популяция бездомных животных (преимущественно кошек и собак), обитающая на территории Российской Федерации. Проблема бездомных животных в стране остро встала с конца 90-х годов, когда под давлением зоозащитников бездомных собак перестали отлавливать и усыплять.

## Законодательное регулирование
Владимир Гиляровский в одном из своих репортажей рассказывает об исполнении постановления Московской городской думы об отлове бродячих собак, датированном 1886 годом.
Документ 1891 года, принятый в Олонецкой губернии, предполагал, что собаки, без намордника бродящие по улицам и площадям города, будут забираемы особо нанятыми от городского управления лицами и помещаться в специальное место, близ скотского кладбища. Пожелавший забрать обратно собаку хозяин должен был заплатить за ее содержание в городскую управу 20 коп. в сутки.
С 1936 года по 1991 в бюджет городов СССР включался пункт о финансировании мероприятий по отлову и уничтожению бездомных животных.
В России отсутствует единое федеральное законодательство в области регулирования численности бездомных животных. Методы в различных субъектах РФ разнятся: от запрета на уничтожение и стерилизации — до усыпления и отстрелов.

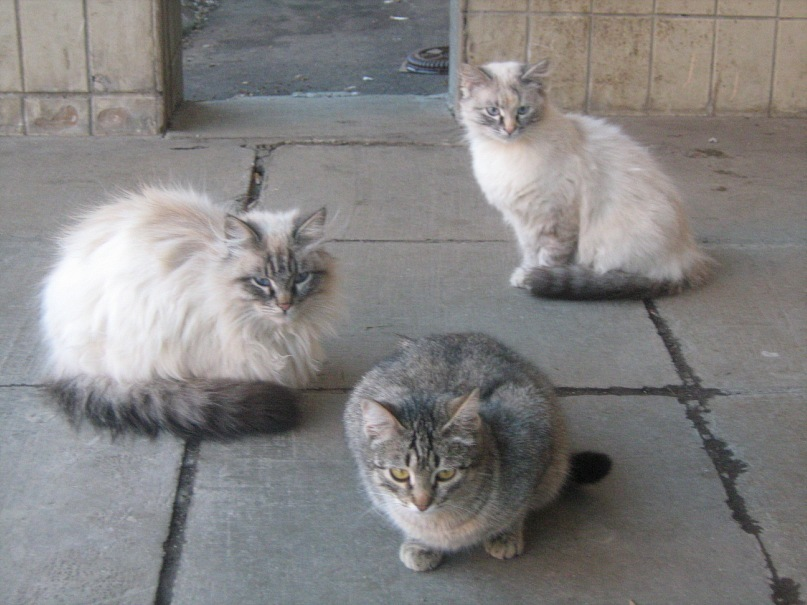
Уличные кошки. Левобережный

Действия при задержании безнадзорных домашних животных, поиск хозяев и приобретение права собственности на безнадзорных животных регламентируются статьями 230 и 231 ГК РФ: если в течение шести месяцев с момента задержания безнадзорного домашнего животного не будет найден прежний или новый хозяин, животное поступает в муниципальную собственность и используется в порядке, определяемом органом местного самоуправления. В течение этого срока ГК РФ предусматривает принятие мер по розыску собственника (полицией или органами местного самоуправления), обязывает надлежаще содержать животных, а также предусматривает ответственность содержащего, при наличии вины, за гибель и порчу животных.
По данным журнала «Русский Ньюсвик» на ноябрь 2009 года, проект нового федерального закона о защите животных, подготовленный Комитетом Государственной думы России по природным ресурсам, природопользованию и экологии, предлагает обязательную стерилизацию. Среди разработчиков законопроекта заместитель председателя российского общества защиты животных «Фауна» архитектор Илья Блувштейн и юрист Георгий Скворцов.
По состоянию на декабрь 2010 года, представители партии «Единая Россия» внесли в Государственную Думу законопроект «Об ответственном отношении с животными». По данным одного из его разработчиков, доктора политических наук, профессора МГИМО Владимира Мединского, после принятия этого закона бродячих собак будут отлавливать, стерилизовать и выпускать на прежние места обитания. Законопроект, принятие которого намечено на февраль 2011 года, критикуется президентом Центра правовой зоозащиты Евгением Ильинским, который считает, что в результате число бездомных собак возрастет и не решатся проблемы покусов и эпидемической безопасности населения. Член Общественной палаты Евгений Ачкасов отметил, что точного количества бездомных животных в России не знает никто.
Аналогичная методика по предложению защитников прав животных проводилась муниципальными властями Москвы с 2002 по 2008 год, однако, по данным депутата Госдумы РФ Андрея Багрякова, окончилась провалом и смертью человека от нападения стаи безнадзорных псов в Измайловском парке.
В развитых странах подобные программы стерилизации, предусматривающие безнадзорное нахождение зверей на улицах, проводятся лишь в отношении кошек
Одним из последствий экспериментов со стерилизацией бродячих собак в российских городах и неудовлетворительной работы местных властей по отлову собак стало появление догхантеров — противники бездомных собак, самостоятельно усыпляющих стайных животных при помощи приманок, вызывающих скоропостижный летальный исход
В 2017 году Верховный суд Российской Федерации принял решение об отказе от практики обратного выпуска в естественную среду обитания стерилизованных бродячих собак по методике ОСВВ. Такое постановление судом было вынесено по иску гражданского активиста из Ростова-на-Дону Константина Загика. Суд поддержал истца, который утверждал, что свободно обитающие бездомные собаки — потенциальные разносчики опасных инфекций, а также представляют угрозу для общественной безопасности. Активисту удалось доказать, что безнадзорные животные являются причиной нарушения его права на здоровую окружающую среду.

Федеральный закон «Об ответственном обращении с животными», подписанный президентом в декабре 2018 года, закрепил два единственных способа обращения с безнадзорными собаками, который должен применяться с января 2020 года по всей стране: ОСВВ, либо безвозвратный отлов с пожизненным содержанием в приютах (по образцу Москвы).

### Правоприменительная практика
В 2008 году жительница Томска Ольга Юхненко отсудила у городской администрации 100 тыс. рублей за травмы, нанесенные ей бездомной собакой на улице города. Как отмечает журнал «Огонек», пострадавшая обратилась с иском сразу к трем городским инстанциям, однако в суде никто из них не хотел брать на себя ответственность. Представители администрации города утверждали, что поручили контроль над бродячими собаками местному МУП «Спецавтохозяйство Томска». Представители спецавтохозяйства, в свою очередь, утверждали, что городские власти не предъявляли претензий к их работе.
В итоге суд постановил, что администрация города должна устанавливать и контролировать порядок отлова бродячих собак. Именно эта инстанция заплатит пострадавшей сумму, которая покроет и затраты на лечение, и моральный ущерб.
Суд постановил, что администрация города должна контролировать отлов бродячих собак.

## Классификация
Группа исследователей из города Петрозаводска, во главе с членом-корреспондентом РАН профессором Э. В. Ивантером, классифицируют бездомных собак, обитающих в российских городах, на несколько групп:
- Безнадзорные домашние собаки. Имеют владельцев, но регулярно могут находиться вне квартиры или двора. Центром участка обитания является дом хозяина, в котором в основном кормят животное, но при этом собаки посещают близлежащие мусорные контейнеры. Пик активности приходится на светлое время суток, постоянных стай не образуют, но при этом активно участвуют во временных стаях — так называемых «собачьих свадьбах».
- Условно-надзорные собаки. Обитают на территории охраняемых промышленных предприятий, складов, оптовых баз и т. п. Территория обитания искусственно ограничена оградой предприятия. Иногда такие собаки считаются сторожевыми, но, в отличие от последних, беспрепятственно могут покидать пределы территории. Их опекунами являются работники предприятий, которые в основном их кормят.
- Бездомные собаки, обитающие во дворах жилой застройки, имеющие постоянных опекунов. Территория обитания — не ограничена. Они достаточно сильно социализированы на человека, чем отличаются от собственно бездомных собак. Ночуют и проводят большую часть времени в определённых подъездах, подвалах или в специально созданных людьми будках. Потомство таких собак опекуны с переменным успехом пытаются или усыпить, или раздать.
- Бездомные собаки одиночные и стайные. Наиболее распространенный тип, широко представлен как в промышленной, так и в жилой застройке. Поведение и перемещение собак людьми не контролируются. Крупные стаи тяготеют к участкам, сочетающим обильный источник корма и малодоступные для человека убежища. Могут иметь опекунов, приносящих иногда корм, но привязанность к ним намного меньше, чем у предыдущего типа.
- Одичавшие собаки. По численности это относительно небольшая группа, обитают в непосредственной близости от города, обычно в районе пустырей, свалок, где и кормятся. При появлении человека всегда стремятся удалиться.

## Отношение в обществе
Федеральный социологический опрос, проведённый в ноябре 2017 года агентством ZOOM MARKET, показал, что более 71 % жителей России выступают против жестокого обращения с бездомными животными.
По данным опроса жителям России больше (82 %) жалко бездомных кошек, чем собак (16 %). Менее 2 % респондентов указали, что помимо кошек и собак им жалко таких диких животных и птиц, проживающих в черте города, как: белок, голубей, ворон и уток. 18 % опрошенных считают, что бездомные собаки представляют опасность для людей и их нужно ловить и помещать в специальные приюты для животных или усыплять.
По данным Фонда «Общественное мнение» на 2005 год, 18 % опрошенных россиян выделили проблему бездомных животных, отметив их нужды в защите в первую очередь (по сравнению с остальными животными). Из всех респондентов, относительно путей защиты и решения проблемы бездомных животных, высказывались следующие предложения:
- не истреблять животных (как диких, так и бездомных) — 13 %;
- создавать приюты для помощи бездомным животным — 11 %;
- подкармливать животных (как диких, так и бездомных) — 7 %;
- запретить выбрасывание домашних животных — 4 %;
- проводить агитационную и воспитательную работу (касательно всех сфер защиты животных) — 4 %;
- усовершенствовать законы о защите животных (применительно ко всем животным) — 3 %;
- наказывать за жестокое обращение с животными (применительно ко всем) — 2 %;
- контролировать численность животных путём стерилизации — 2 %;
- истреблять бездомных животных — 2 %.

На территориях, обнесенных заборами и закрытых от внешнего контроля, собаки прикармливаются и фактически неподконтрольно разводятся для охраны, а также для преодоления скуки и одиночества персонала: охранников, вахтеров, сторожей, строителей и рабочих. Зачастую собак не вакцинируют и не держат на цепи, предоставляя им возможность свободно обитать на территории и выходить за её пределы. Территорию, где их прикармливают, они считают своей и охраняют от посторонних..
Часто подвергаются нападению собак дети, пожилые люди и инвалиды-колясочники, а также люди, занимающиеся активным спортом на улице. Только в столичных парках ежегодно происходит не меньше тысячи нападений собак на людей — чаще всего, на велосипедистов и любителей бега трусцой. Животный инстинкт проявляют не только бродячие псы, но и те, кого хозяева выгуливают без поводка.
По словам врачей, особенно тяжелые травмы получают дети, на долю которых приходится около 60 % обращений. Только в Москве ежегодно в травмопункты обращаются около 30 тысяч жертв собачьих клыков. 70 % случаев — это укусы в лицо.
Другие причины пополнения популяции — отсутствие ответственности за содержание домашних животных, как в отношении юридических и физических лиц, сколь бы то ни было серьёзных штрафов, а также низкая культура владельцев собак, выражающаяся в легкомыслии в подходе к воспитанию животным. Многие относятся к собакам как к любимым игрушкам, либо как к детям; и при этом пренебрегают дрессировкой, необходимой для обеспечения безопасности самого животного и окружающих. Животных выгуливают в пространстве густонаселенных городов без необходимого поводка, а зачастую и вовсе выпускают на улицу без присмотра, в результате чего те могут убежать и потеряться. Административное наказание при нарушении правил выгула собак в российских городах довольно незначительно; и сотрудники правоохранительных органов чрезвычайно редко оформляют протокол за подобные правонарушения. С другой стороны, в городах часто не определены места для выгула собак.
В России в приюты для бездомных животных попадают преимущественно животные, отловленные на улицах.
По мнению Алексея Воистинова, директора школы подготовки собак РОСТО из Владивостока, уличные стаи собак представляют опасность для людей из-за того, что вожаками этих стай становятся овчарки, ротвейлеры и представители других агрессивных пород, выброшенные своими хозяевами на улицу.
Некоторые российские защитники животных решение проблемы видят в программе стерилизации бездомных сук с последующим их возвращением на прежние места обитания, строительстве приютов за счёт госбюджета, введении строгих законов для тех, кто жестоко обращается с животными.
Общественная организация «Центр правовой зоозащиты» в своем обращении к президенту РФ сообщает, что в России есть немало сторонников свободного обитания бездомных собак, чья позиция совпадает со взглядами международных экотеррористических организаций, борющихся за освобождение животных. Эти граждане, которых «Центр правовой зоозащиты» называет «зооэкстремистами», выступают категорически против отлова бездомных животных, утверждая, что абсолютно все живые существа имеют право на свободу.
Василий Песков, известный журналист, который много лет вел телепрограмму «В мире животных», считает, что в обществе доминирует сентиментальное отношение к животным, однако существует недостаток ответственности за их содержание:
Слова Сент-Экзюпери "Мы в ответе за тех, кого мы приручили" так часто цитируют, что они уже воспринимаются как банальность, но ответственности за содержание собак в городе у нас так и не прибавилось.

## Отношение к бездомным животным из России в сопредельных странах
В 2011 году в Финляндии стаи бродячих собак, насчитывающих от 5 до 9 особей, случайно забредших с территории России, отстреливала из огнестрельного оружия полиция. В приграничном муниципалитете Тохмаярви недалеко от г. Йоэнсуу жертвой российских собак стала, по меньшей мере, одна овца. Чтобы обезопасить детей от собак, муниципалитет организовал такси для примерно 20 школьников, живущих в отдаленных местах. Их ввозят «от двери к двери», чтобы исключить столкновение с собаками.
Полиция приказала уничтожить собак.
В 2013 году в Норвегии стали замечать стаи бродячих собак с Кольского полуострова России. Полиция выдала охотникам из долины пограничной Паз-реки (Пасвик) разрешение на их отстрел. Причина — предотвращение распространения заболеваний, животные отстреливаются и их туши отправляются на исследование.

## Влияние бездомных собак на городскую фауну
Бездомные собаки являются доминирующими хищниками в городской экосистеме. Ежедневно только в одной Москве находят десятки уничтоженных бродячими собаками кошек.
По данным Комиссии по редким, находящимся под угрозой исчезновения животных и растений, с начала 1980-х годов установлены факты нападения стай бездомных собак на диких животных — лосей, пятнистых оленей, косуль. В 2000 году бездомными собаками была уничтожена последняя популяция барсуков в городах. Преследованию собак подвергаются зайцы-беляки и русаки, лесные мышовки, также собаки уничтожают белок, ежей, поверхностно гнездящихся птиц. Осенью 2004 года зайцы-беляки полностью исчезли из нескольких городских лесных массивов.
В Национальном парке «Лосиный Остров» стаи из 10—15 голов каждую ночь, рассыпавшись в цепь, выходят на охоту. Хищники не брезгают любой дичью — отбивают от родителей молодых пятнистых оленей, кабанят, ловят белок, зайцев, горностаев и хорьков. Задрав оленя, собаки подолгу лежат рядом с окровавленной добычей.

## Появление догхантеров
Во второй декаде XXI века в Москве и других городах России появились догхантеры. По их мнению, любая собака, находящаяся на улице без хозяина, подлежит уничтожению. Их методы — отстрел и отравление бродячих собак приманками с изониазидом. Мотивация их действий — устранение угрозы быть покусанными или убитыми «бродячей сворой».

## ОСВВ

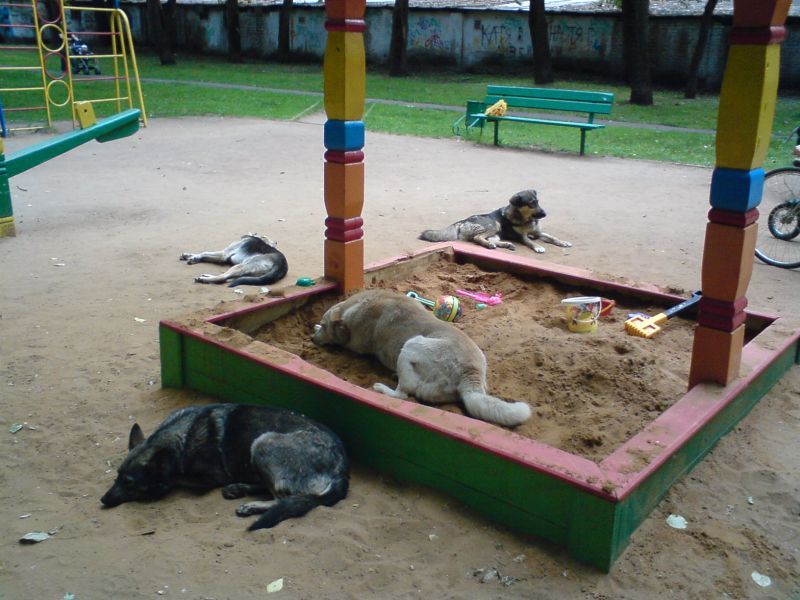
Стерилизованные собаки, возвращенные в среду обитания во двор жилого дома в Химках

Методика «ОСВВ» («Отлов-Стерилизация-Вакцинация-Возврат»), предложенная российской зоозащитной общественностью, ведущей борьбу за освобождение животных, в отношении бродячих собак начала применяться в стране с конца 1990-х годов в Москве и с середины 2000-х в некоторых других регионах. Она предусматривает замену практикуемого в большинстве стран мира безвозвратного отлова и запрет на усыпление невостребованных особей в приютах. Вместо этого предлагается возвращение самок стерилизованных собак в места поимки и последующее свободное безнадзорное обитание на улицах. Реализуется по образцу аналогичных программ, проводившихся зоозащитниками, оказывающими помощь животным в ряде городов Индии с 1990-х годов. Финансируется на средства областных и городских бюджетов. Исполнителями выступают частные фирмы — ООО, ИП, АНО приюты для животных и аффилированные с ними ветеринарные клиники.
Стратегия ОСВВ допускает совместное обитание популяции бездомных собак, кошек и диких животных, что в широких масштабах допускает метод «загрызание хищниками», так как бездомные собаки в условиях свободного обитания становятся доминирующими в масштабе городской экосистемы и массово истребляют бездомных кошек и диких животных.
В Москве программа проводилась с 1998 по 2009 год, пока не была прекращена из-за неэффективности, угрозы санитарному благополучию населения, уничтожения дикой краснокнижной фауны городских парков стерилизованными безнадзорными собаками и ряда скандалов, связанных с хищением средств. В ряде других регионов была запущена с середины первой декады 2000-х годов. Находит поддержку среди ряда борцов за права животных, политиков и журналистов СМИ, которые требуют закрепить ОСВВ в качестве основного метода обращения с бездомными собаками в федеральном законодательстве. Критикуется профильными специалистами — санитарными и ветеринарными врачами, кинологами, а также защитниками бездомных кошек. В числе одной из основных претензий к программе — вакцинацию от бешенства нужно проводить не реже 1 раза в год, повторный отлов всех стерилизованных животных для этого в условиях крупных городов невозможен. В качестве негативных последствий ОСВВ называется рост самовольных отравлений стай бродячих собак местными жителями, недовольными тем, что эти животные больше не отлавливаются, а также появление движения догхантеров.

## В регионах

### Москва

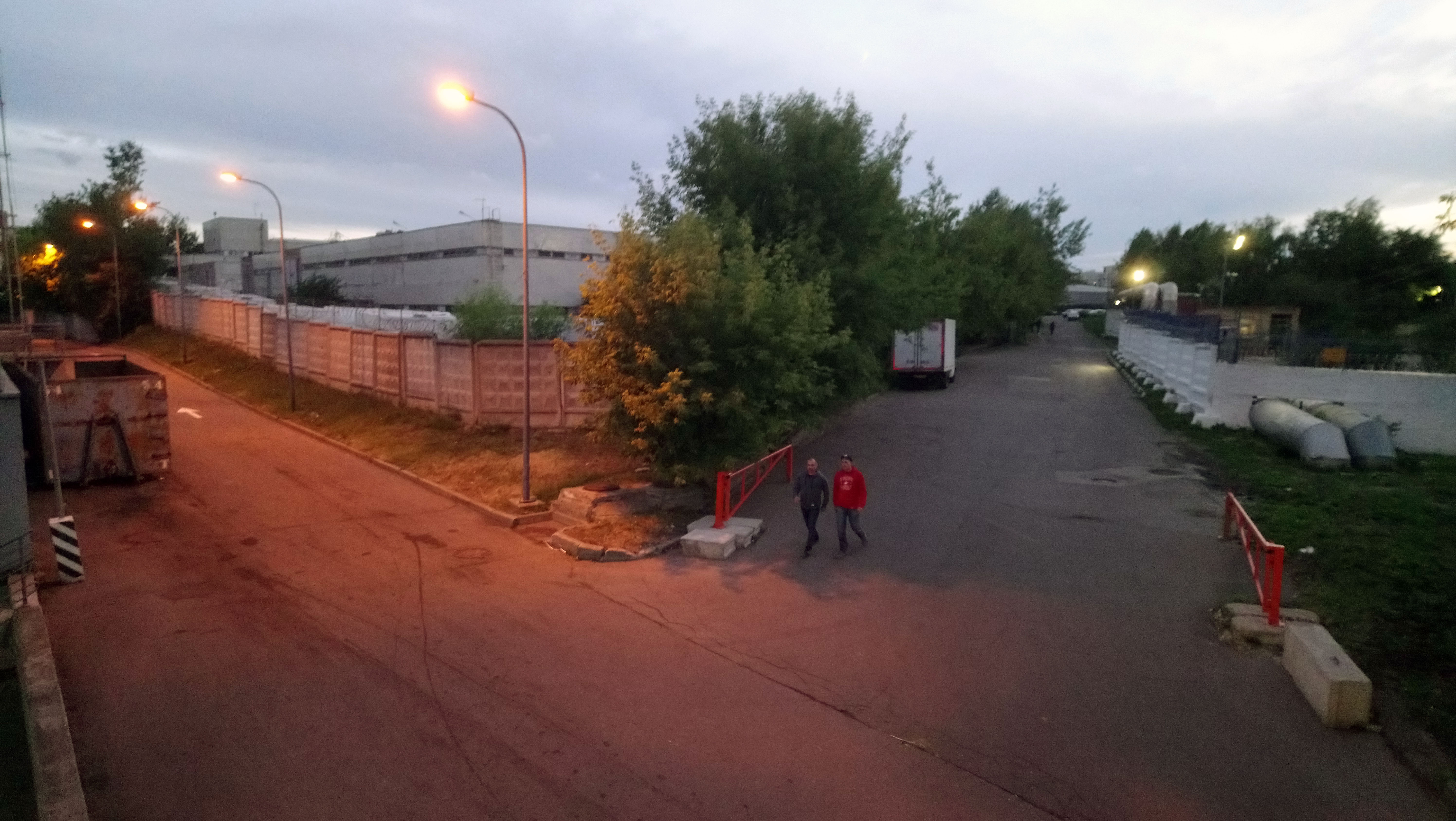
Промзона на севере Москвы, где в январе 2004 года погибла Валентина Архипова после нападения на нее стаи из 30 собак

В Москве стаи собак в несколько десятков особей в начале XXI века — распространённое явление, которое, в отличие от ряда других мегаполисов мира, не запрещено законодательно. Некоторые из них проживают на свалках, в парках, на улицах, в метро, на привокзальных площадях, во дворах или подъездах многоэтажных домов, где подкармливаются опекунами или местными жителями. Часть популяции собак обитает и бесконтрольно размножается на огороженных территориях: складах, предприятиях, автостоянках, рынках и т. п., где они прикармливаются сторожами и персоналом, исполняя иногда охранные функции и свободно мигрируя по городу в составе стай. При этом такие собаки не имеют хозяев, готовых нести за них ответственность в соответствии с законом. Численность собак оспаривается различными источниками и составляет несколько десятков тысяч. С 2001 года действует запрет на уничтожение безнадзорных животных, с 2001 по 2008 гг. в городе действовала программа стерилизации бездомных животных, предусматривавшая возвращение сук бездомных собак в места прежнего обитания после стерилизации и получившая неоднозначную оценку со стороны специалистов и общества. С 2008 года метод регулирования численности бездомных собак — отлов и помещение в муниципальные приюты.
В 2008—2009 годах из столичного бюджета на решение проблем с бездомными животными выделялось более 1,3 миллиарда рублей, в 2010 году город выделил около 1 миллиарда рублей. По неофициальным данным, только в Москве насчитывается не менее 26 тысяч бездомных собак.
В 2014 году Правительство города Москвы приняло решение собак не усыплять, а содержать пожизненно. По состоянию на март 2015 года, в 13 муниципальных приютах содержатся 16 000 собак и менее 1000 кошек. Пристроить новым хозяевам удается не более 1 % собак из городских приютов

### Московская область
В 2014 году губернатором Московской области Андреем Воробьевым была утверждена губернаторская программа ОСВ (отлов, стерилизация, выпуск на прежнее место обитания безнадзорных животных), реализация этой программы рассчитана на период 2014—2018 гг.
В декабре 2014 года депутаты Мособлдумы приняли закон о благоустройстве, согласно которому работа по защите от неблагоприятного воздействия безнадзорных животных должна обеспечиваться гуманными методами и может включать в себя следующие виды мероприятий: отлов, стерилизация (кастрация), вакцинация, а также создание приютов.
В 2015 году программа начала исполняться на территории Воскресенского района, где её на бюджетные средства проводил Ногинский приют для бездомных животных, зверям ставилась бирка в ухо, после чего они возвращались обратно в места поимки. Общественный контроль за её исполнением осуществляла организация АНО «Защита животных», которая ранее пыталась в судебном порядке оспаривать действия муниципальных служб, осуществлявших безвозвратный отлов собак с детских площадок и иных жилых территорий В январе 2016 жители Воскресенска жаловались в СМИ на нападения собак, участились случаи отравления бродячих псов ядами и жестокого обращения с животными — неизвестный расчленил щенков лопатой.
Исполнение мероприятий, в других районах области власти поручили общественной организации, занимающейся борьбой за права животных и выступающей против безвозвратного отлова собак — РОО «Экология человека», зарегистрированной в Москве. В 2014 году эта организация начала реализовать свою программу совместно с администрацией муниципального образования Лесной городок, при этом жалуясь на недостаток финансирования и отсутствие ветеринара, который будет проводить хирургическую операцию собакам по стерилизации Согласно данным портала госзакупок, в 2015 году она получила из госбюджета 402 740 рублей за благоустройство территории городского округа в части защиты территорий городского округа Власиха Московской области от неблагоприятного воздействия безнадзорных животных и 499 500 рублей за аналогичные работы в городском округе Мытищи. В марте 2016 года издание «Блокнот» сообщило, что в Мытищах на улице Трудовой свирепствует стая бездомных собак: псы растерзали пять местных котов и кошек — вырвали им внутренние органы и выдрали шерсть, эти же псы нападают и на людей, кидаются на коляски с детьми.

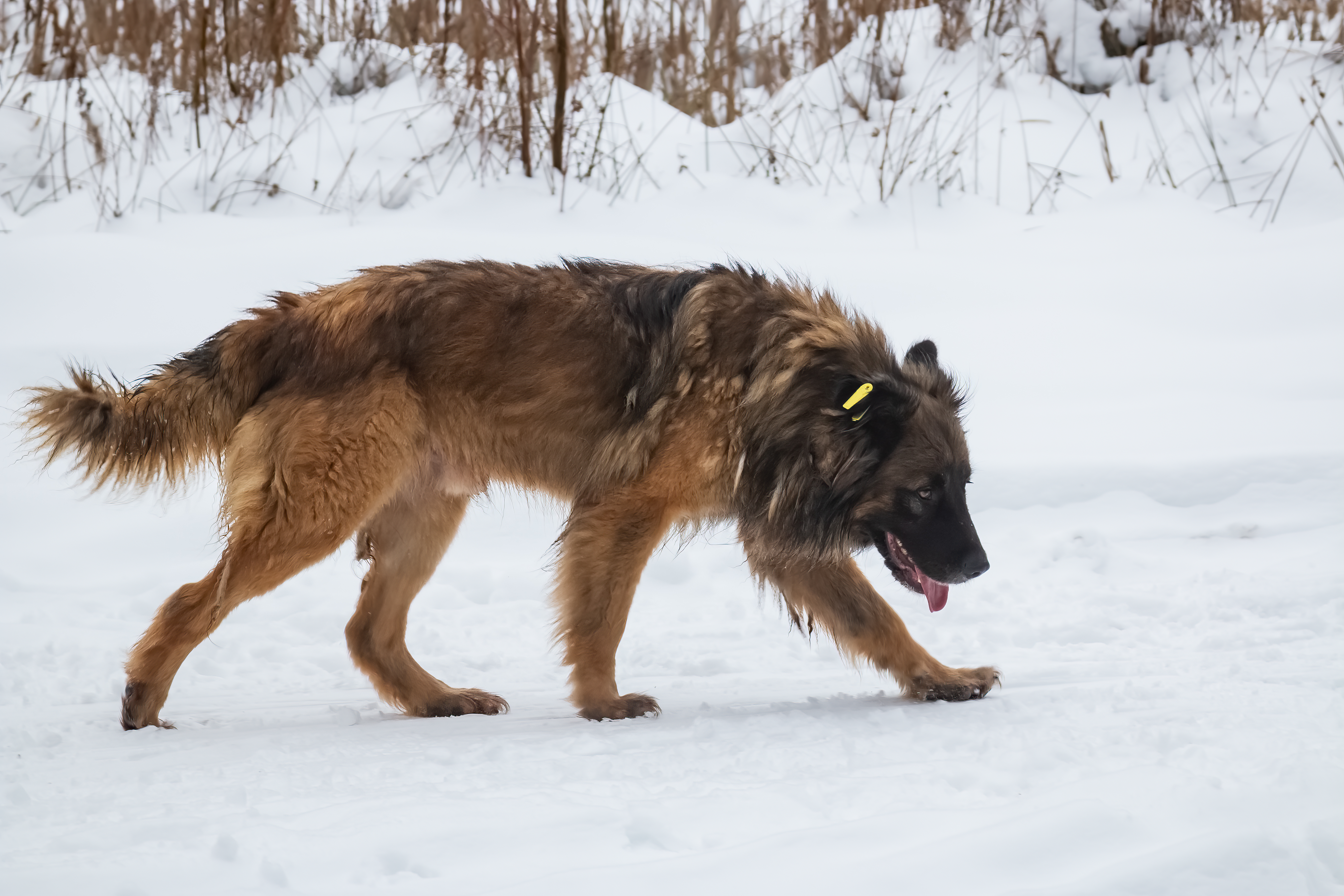
Стерилизованная бездомная собака в Озёрном лесопарке

В марте 2016 года администрация Красногорского района заявила, что на территории района начинает действовать программа «ОСВВ» (Отлов-Стерилизация-Вакцинация-Возврат) — Региональная Общественная Организация «Экология человека» будет осуществлять деятельность по отлову безнадзорных собак и регулировать их численность такими способами, как стерилизация максимального количества женских особей. Те животные, на которые поступают жалобы от населения, будут пристраиваться в охрану, либо возвращаться обратно в жилые районы после прохождения курса дрессировки. Согласно данным портала госсзакупок, на программу администрация выделила в 2016 году общественной организации 499 344 рубля

### Санкт-Петербург

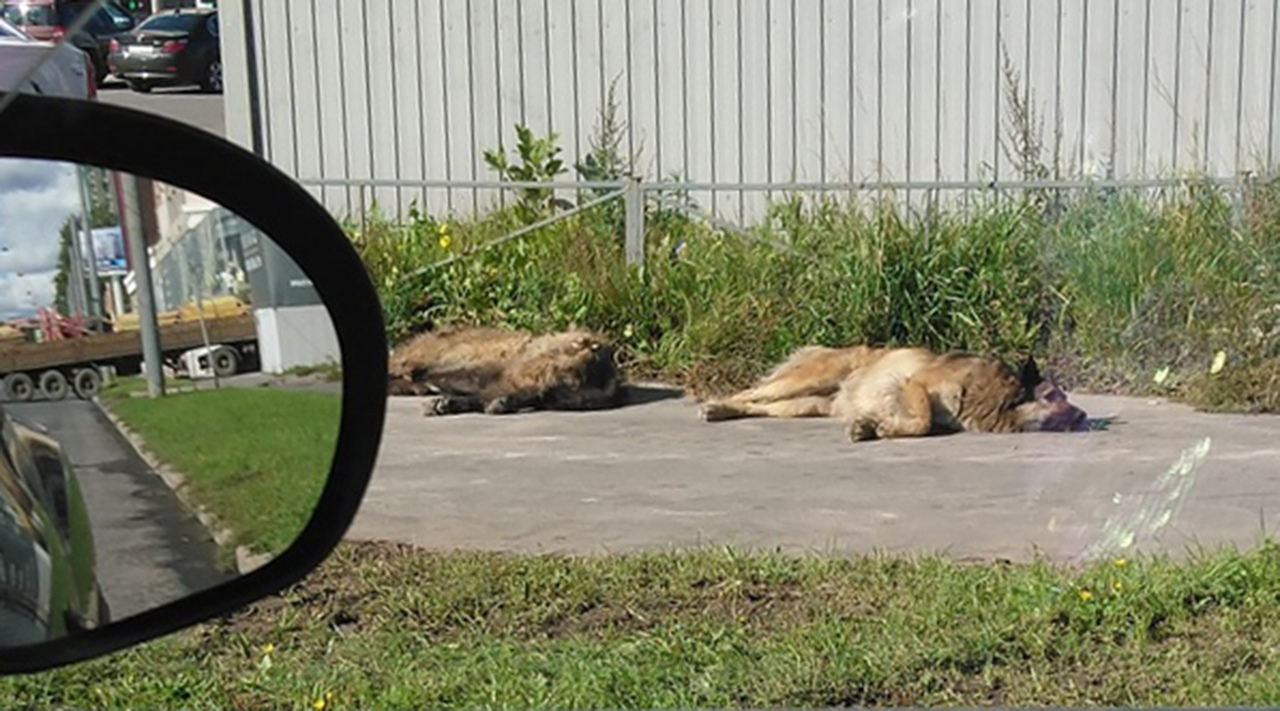
Стерилизованные бродячие собаки, выпущенные по программе ОСВВ на городские улицы Санкт-Петербурга

В Санкт-Петербурге по данным начальника управления ветеринарии (2005 год) Юрия Андреева численность бездомных животных — от 5 тыс. до 20 тыс. голов, на конец 2008 года численность бездомных собак составляет до 10 тыс. особей. Осенью 2005 года правительство города разработало постановление «О концепции отношения к безнадзорным животным». Концепция предусматривает гуманное отношение к бродячим животным и запрещает их истреблять. В городе действует программа стерилизации бездомных сук с последующей вакцинацией, чипированием и возвращением к месту прежнего обитания. В 2006 году на программу из городского бюджета было выделено 845 тыс. рублей, 820 собакам под кожу был вшит микрочип, с помощью которого ветеринарные службы могут отличать стерилизованную особь от нестерилизованной. В городе работают три приюта для бездомных животных. В ноябре 2008 года стая из 15 собак атаковала прохожих возле продовольственного ларька в Адмиралтейском районе. Спасаясь от атаки собачьей стаи, людям приходилось выбегать на проезжую часть с интенсивным движением. В 2007 и 2008 годах на программу стерилизации было выделено по 3,5 млн рублей, стерилизация одной бездомной собаки, с учётом стоимости медикаментов обходится бюджету в 10 тыс. рублей, но исполнители городского заказа не выполнили условия договора и не проводили стерилизацию должным образом. В марте 2009 года по данным управления ветеринарии на улицах города постоянно обитало около 7 тыс. безнадзорных собак.
В городе с 1996 года действуют общественная организация — «Центр помощи бездомным животным „Потеряшка“». Согласно сайту этой организации, 12 000 бездомных животных обрело новых хозяев благодаря её деятельности. Однако в 2010 года организация оказалась в центре скандала, получившего резонанс в ЖЖ и центральных СМИ. По версии издания «Газета», 17 января представители организации взломали голубятню в центре города, где находился кобель породы восточно-сибирская лайка. Защитники прав животных отвезли животное в клинику для проведения кастрации, после чего выпустили на улицу для свободного обитания. Хозяин пса — Сергей Коньков — занимается заводческой деятельностью и привез животное в Санкт-Петербург из Орловской области для вязки с сукой.
Согласно Владимиру Трусову, эксперту российской федерации охотничьего собаководства, были несколько случаев, когда волонтёры «Потеряшки» похищали собак и по требованию владельца не возвращали. Руководитель «Потеряшки» Марина Пушенко подтвердила, что голубятня была взломана волонтёрами, а собака кастрирована и отпущена. Она объяснила этот случай любовью людей к животным.

### Красноярск
В Красноярске мэрия официально требует безвозвратного отлова бесхозных животных, с последующей утилизацией трупов. Только за 2010 год в городе было уничтожено 12 тысяч бродячих собак.
В Хатанге (Красноярский край) количество бездомных собак значительно возросло в начале 80-х годов XX века, когда ездовые собаки стали не нужны — на Севере началось массовое использование снегоходов «Буран». Весной собакам, имеющим хозяев или опекунов, повязывают красные ленточки для того, чтобы защитить их от противозаконного отстрела, случающегося в этот сезон.

### Нижний Тагил
В Нижнем Тагиле зоозащитные организации постоянным преследованием муниципальной организации «Спецавтохозяйство по уборке города» и её сотрудников, вынудили её отказаться от отлова бесхозных животных, поскольку, по словам работников «Спецавтохозяйства» «эта сфера деятельности связана с большим количеством проблем, кроме того, нет нормальной законодательной базы, чтобы заниматься этой работой».

### Нижний Новгород
В советское время бездомных животных отлавливали и уничтожали. В настоящее время действует программа стерилизации («Гуманная программа»). После стерилизации ставится специальная клипса на ухе. Тем не менее, число нападений бродячих собак на людей не снижается. До марта 2013 года животные часто погибали на месте отлова из-за использования препарата «Адилин». В настоящее время вместо него используются препараты «Рометар» и «Ксила».
В Нижнем Новгороде численность бездомных собак по состоянию на 2003 год составляла 25 тыс. особей. В 2007 году городская администрация Нижнего Новгорода планировала уничтожить 5520 бездомных собак и 120 кошек.
24 ноября 2007 года, около 13:00 стая бездомных собак, обитавшая на территории садоводческого товарищества «Дружба», близ местной овощебазы, около города Кстово в Нижегородской области напала на 21-летнюю Веру Телицыну. Животные нанесли ей травмы, повлекшие её гибель. По данным городского портала г. Кстово, в тот же день собаки были отравлены при помощи крысиного яда. Портал сообщает также, что в окрестностях города обитают своры агрессивных псов, уточняя, что за 10 месяцев 2007 года атакам собак в Нижегородской области подверглись 8100 человек, в Кстовском районе 317 человек.
В Дзержинске производится отлов животных методом временного обездвиживания. После чего животные доставляются на городскую ветеринарную станцию, где они проходят осмотр и принимается решение об их дальнейшем использовании
В Арзамасе численность бездомных животных регулируется их усыплением

### Архангельская область
В Архангельске по данным местной мэрии на 2008 год количество бездомных собак составляет до 3 тыс. особей, годом ранее в медицинские учреждения обратились 764 человека, пострадавших от укусов собак. Мэр города поручил проработать вопрос о создании на базе муниципального предприятия «Спецавтохозяйство» специальной бригады по отлову бродячих животных.

### Приморский край
В феврале 1999 года во Владивостоке произошло два инцидента с гибелью людей — бездомные собаки на улице Калинина с разницей в несколько дней загрызли мужчину и женщину. После этого случая местные власти распорядились начать отстрел безнадзорных собак, поручив это милиции.
За 10 лет существования (с 1998 года) службы отлова бродячих животных во Владивостоке, несмотря на направленные службой предписания, не был оштрафован ни один руководитель предприятий, на чьих территориях обитают и размножаются стаи беспризорных собак.
В Уссурийске по данным на 2008 год не наблюдается вспышек бешенства благодаря работе ветеринаров, которые регулярно разбрасывают у помоек приманки с вакциной. В местной администрации рассматривался вопрос о создании приюта для бродячих животных, но денег на его создание не нашлось ни в городском бюджете, ни в клубе служебного собаководства. За 11 месяцев 2008 года по официальной статистике от укусов бездомных собак пострадало 190 человек.

### Иркутск
В городе действует собачий приют "К-9". Через приют за 12 месяцев с начала его существования с 2007 года нашли своих новых хозяев 570 животных.
2 марта 2010 года депутаты Иркутской городской думы при участии кинологических организаций и ветеринаров города приняли регламент «О Порядке отлова и содержания безнадзорных животных на территории города Иркутска», в соответствии с которым специализированные службы обязаны проводить отлов безнадзорных животных по заявкам и доставлять их в центр-передержки. При отлове должны использоваться сети и сачки-ловушки, не травмирующие животных. Вновь поступившие животные находятся на карантине в течение 30 дней, где проводится реабилитация животного, вакцинация, дегельминтизация, стерилизация. За это время животное может быть передано на содержание другому физическому, достигшему 18 лет, лицу. После этого срока невостребованные животные выпускаются на территорию города.

### Якутия
В посёлке Черский в 2006 году была принята программа по устройству пункта передержки бродячих собак, но из-за недостатка средств она не получила воплощения — в 2008 году администрация выделила средства, заключила договор с Управлением ветеринарии на проведение операций по стерилизации и кастрации собак, было приобретено здание под пункт передержки животных, дано несколько объявлений в районную газету. Но никто из жителей посёлка не привёл на стерилизацию ни одну собаку: ни свою, ни бродячую. Годом ранее было зафиксировано в месяц по одному обращению со случаями травматизма из-за укуса собак, по одному пострадавшему ребёнку в 2 месяца. Весной и осенью 2008 года число травм возросло в несколько раз, основной возраст пострадавших — дети до 8 лет и пожилые люди. На 2021 год отстрел уличных животных в Якутске запрещен, но в марте 2020 года произошел инцидент с массовым усыплением негуманными методами сотен бездомных животных в одном из приютов, что вызвало общественные волнения. Зимой с 2020 на 2021 дело обстояло не лучше, из-за рекордно низкой температуры -50 многие животные замерзали на улицах, в то время как работники вышеупомянутого приюта продолжали их выпускать после стерилизации и прочих медицинских манипуляций.

### Калининградская область
В регионе по данным на 2008 год применяется безвозвратный отлов бездомных собак за наличный расчёт, стоимость отлова одного животного составляет 1500 рублей; бездомные собаки нападают и уничтожают стада овец, в том же году собаки атаковали страусиную ферму, покалечив нескольких птиц.

### Тульская область
В Туле муниципальные службы ежемесячно отлавливают до 200 бездомных собак. Ветеринар, осматривающий пойманную собаку, выносит вердикт, что с ней делать. Если собака здорова, её стерилизуют, к телу прикрепляют бирку и выпускают обратно на улицу. По состоянию на 2008 год, в городе существовал один частный приют и планировалось строительство государственного приюта на 100 собак и кошек.

### Самарская область
Ежегодно в регионе до 12 000 человек страдают от агрессии бездомных собак. За 8 месяцев 2009 года зарегистрировано более 8000 обращений граждан на покусы со стороны бродячих собак. С августа 2009 года отлов собак на улицах Самары не производится из-за несовершенства законодательной базы.

### Татарстан
В Казани в 2007 году численность бездомных собак была значительно сокращена при помощи усыпления. Усыплялись только инфицированные животные. Благодаря этой мере в 2008 году численность безнадзорных собак пришлось сокращать лишь на 15—20 %. В 2009 году до 70 % отловленных собак будут подвергнуты стерилизации (недоступная ссылка).
В Набережных Челнах отловом животных занимается МУП «Челныкоммунхоз» по договорам с ЖЭКами. Отлов животных производится метом иммобилизации препаратом «Адилин-Супер».
В Нижнекамске и в Набережных Челнах животные после отлова усыпляются и вывозятся на скотомогильник

### Краснодарский край
В Сочи в 2008 году сотрудниками муниципального спецавтохозяйства было отловлено 5605 собак и 1737 кошек. По данным зоозащитников, нет сведений о том, чтобы кто-то из этих животных был передан новым хозяевам, часть животных были умертвлены сразу ввиду отсутствия в городе приютов для бездомных животных. Работники образования города Сочи выступили с обращением в День защиты детей с призывом оградить детей от жестокости к животным, так как в городе произошло несколько случаев убийства бездомных животных в присутствии несовершеннолетних.

### Псковская область
В начале 2009 года в Пскове появилась группа лиц, которая убивает бездомных собак и кошек, а затем размещает их фотографии в сети Интернет.

### Чеченская Республика
В Чечне по данным коммунальных служб на 2008 год, которые приводит агентство «Грозный информ», обитают до 4 тыс. бездомных собак, представляющих, по мнению главного эпидемиолога республики Усама Бакаева, «серьёзную угрозу для жителей».

### Мурманская область
В целом в регионе нет никакого планомерного и адекватного решения вопроса безнадзорных животных. Жители постоянно жалуются на то, что в городах страшно ходить, но регулярные нападения собак на людей мало кого интересуют, власти не хотят принимать каких либо действий, жалуются на нехватку средств, отсутствие конкуренции и монопольного положение организаций по отлову собак, требующих до 14 000 рублей за одну собаку.

В приграничных странах, Норвегии и Финляндии, стаи собак, проникающие с территории Мурманской области, отстреливаются полицией или немедленно усыпляются, чтобы не создавать чрезвычайных ситуаций и в соответствии с правилами содержания животных.

### Другие регионы
В Еврейской автономной области, в Ногликском районе Сахалинской области, а также в городе Лысьва (Пермский край), согласно местным законам, запрещается содержать или подкармливать бездомных животных в местах общего пользования жилых домов (на лестничных клетках, чердаках, в подвалах и других подсобных помещениях).